# Natalia Verbeke
Natalia Carolina Verbeke Leiva (Buenos Aires, 23 de febrero de 1975) es una actriz argentina nacionalizada española.

## Biografía
Nació en Argentina y vivió allí hasta los 11 años, momento en el cual su familia decidió trasladarse a Madrid (España). Estudió en la Real Escuela Superior de Arte Dramático, en la Escuela Guindalera con Juan Pastor, estudió un curso de interpretación para profesionales con John Strasberg, danza contemporánea con Josefina Tomás, flamenco con Miquel Sandoval, Carmen Romera y Víctor Ullate.

## Trayectoria
Debutó con la película Un buen novio (1998), junto a Fernando Guillén Cuervo, y recibió el Premio Max Factor por ser «el rostro más bonito del cine español». Después vinieron Nadie conoce a nadie (1999), El hijo de la novia (2001) y la que le catapultó a la fama: El otro lado de la cama (2002). También apareció en A golpes, donde interpretó a María, una boxeadora que se ganaba la vida como taxista; o Días de fútbol (2003) de David Serrano.
En el teatro interpretó El sueño de una noche de verano, de William Shakespeare, en Inglaterra.
En 2003 protagonizó junto con el futbolista Fernando Torres el videoclip de la canción Ya nada volverá a ser como antes, del grupo español El Canto del Loco.
Su primer papel fijo en televisión fue en la producción de misterio de Antena 3 El pantano junto a Emma Suárez y Antonio Valero, donde interpretó a Inés Alonso durante los nueve episodios con los que contó la serie. Más tarde formó parte del reparto de la serie de Televisión española Al filo de la ley interpretando a Elena Castro.
En 2007 volvió a la pequeña pantalla para participar en la serie de gran audiencia Los Serrano, de Telecinco. Interpretó a Ana Blanco, la hermana pequeña de Andrés (Jorge Fernández) y Candela (Nuria González), dueña del colegio de Santa Justa, durante la sexta y la séptima temporada.
En 2008 encabezó el reparto de la miniserie La bella Otero basada en la novela homónima de Carmen Posadas. Se trata de una producción europea (España, Alemania, Italia y Francia) en la que compartió reparto junto a John Malkovich y Montse Guallar entre otros.
Entre 2009 y 2011 protagonizó la serie de Antena 3 Doctor Mateo junto a Gonzalo de Castro. En ella interpretó a Adriana Pozuelo, la maestra del pueblo, durante las cinco temporadas que duró la serie. Gracias a este personaje Natalia consiguió un Premio Ondas a mejor actriz de televisión en 2010, un Premio Zapping a mejor actriz en 2011, además de dos nominaciones en los TP de oro y los Fotogramas de plata en 2011 y 2009 respectivamente.
En 2011 protagonizó la comedia Las chicas de la sexta planta junto a Carmen Maura y Lola Dueñas. En 2012 participó en la serie francesa Jeu de dames del canal France 3.
En abril de 2013 fichó por la serie de Antena 3 Bienvenidos al Lolita, una comedia musical junto a Beatriz Carvajal o Rodrigo Guirao entre otros y que se estrenó el 7 de enero de 2014. Tras ocho capítulos fue cancelada por baja audiencia.
En marzo de 2016 estrena la serie El Caso. Crónica de sucesos de Televisión española protagonizada por Fernando Guillén-Cuervo y Verónica Sánchez. En ella interpretó a la médico forense Rebeca Martín durante los trece episodios que se alargó la primera temporada. En junio de ese mismo año Televisión española anunció, a través de un comunicado, que la serie no había sido renovada para una segunda temporada pese a las buenas críticas que había recibido.
Posteriormente participó en la grabación de la película hispano-argentina El último traje dirigida por Pablo Solarz, cuyo estreno estaba anunciado para 2017.

## Filmografía

### Cine
| Año  | Título                      | Papel                     | Director                                    |
| ---- | --------------------------- | ------------------------- | ------------------------------------------- |
| 1998 | Un buen novio               | Verónica                  | Jesús R. Delgado                            |
| 1999 | Nadie conoce a nadie        | María                     | Mateo Gil                                   |
| 2000 | Kasbah                      | Alix                      | Mariano Barroso                             |
| 2000 | Carretera y manta           | Marta                     | Alfonso Arandia                             |
| 2001 | El hijo de la novia         | Naty                      | Juan José Campanella                        |
| 2001 | Jump Tomorrow               | Alicia                    | Joel Hopkins                                |
| 2002 | El otro lado de la cama     | Paula                     | Emilio Martínez-Lázaro                      |
| 2002 | Apasionados                 | Uma                       | Juan José Jusid                             |
| 2003 | El punto sobre la I         | Carmen Collazo            | Matthew Parkhill                            |
| 2003 | Días de fútbol              | Violeta                   | David Serrano                               |
| 2003 | El Cid: La leyenda          | Jimena Díaz (voz)         | José Pozo                                   |
| 2004 | El juego de la verdad       | Susana                    | Álvaro Fernández Armero                     |
| 2004 | Tempesta                    | Chiara                    | Tim Disney                                  |
| 2004 | El espantatiburones         | Lola (doblaje al español) | Vicky Jenson, Bibo Bergeron y Rob Letterman |
| 2005 | El método                   | Montse                    | Marcelo Piñeyro                             |
| 2005 | A golpes                    | María                     | Juan Vicente Córdoba                        |
| 2006 | GAL                         | Marta Castillo            | Miguel Courtois                             |
| 2007 | Arritmia                    | Manuela                   | Vicente Peñarrocha                          |
| 2007 | No quiero (cortometraje)    | Natalia                   | Virginia Rodríguez                          |
| 2010 | Las chicas de la 6.ª planta | María González            | Philippe Le Guay                            |
| 2017 | Atraco en familia           | Julianna Van Gaa          | Pascal Bourdiaux                            |
| 2017 | El último traje             | Claudia                   | Pablo Solarz                                |
| 2024 | Un paseo por el Borne       | Natalia                   | Nick Igea                                   |

### Series de televisión
| Año         | Título                        | Cadena      | Papel                  | Episodios    |
| ----------- | ----------------------------- | ----------- | ---------------------- | ------------ |
| 2003        | El pantano                    | Antena 3    | Inés Alonso            | 9 episodios  |
| 2005        | Al filo de la ley             | La 1        | Elena Castro           | 13 episodios |
| 2007 - 2008 | Los Serrano                   | Telecinco   | Ana Blanco Fernández   | 23 episodios |
| 2008        | La bella Otero                | Antena 3    | Carolina               | 2 episodios  |
| 2009 - 2011 | Doctor Mateo                  | Antena 3    | Adriana Pozuelo        | 53 episodios |
| 2012        | Jeu de Dames                  | France 3    | Dolores                | 3 episodios  |
| 2014        | Bienvenidos al Lolita         | Antena 3    | Violeta Reina          | 8 episodios  |
| 2016        | El Caso: Crónica de sucesos   | La 1        | Rebeca Martín Esquivel | 13 episodios |
| 2019 - 2020 | El nudo                       | Atresplayer | Cristina Arias         | 13 episodios |
| 2021        | Ana Tramel. El juego          | La 1        | Concha                 | 6 episodios  |
| 2022 - 2024 | Todos mienten                 | Movistar+   | Ana                    | 12 episodios |
| 2023        | Los Artistas, primeros trazos | Prime Video | Gabriela               | 5 episodios  |
| 2024        | Una vida menos en Canarias    | Atresplayer | Naira Oramas           | 5 episodios  |

### Videoclips
| Año  | Título                           | Artista           |
| ---- | -------------------------------- | ----------------- |
| 2003 | Ya nada volverá a ser como antes | El Canto del Loco |

## Premios y nominaciones
| Año  | Categoría         | Película      | Resultado |
| ---- | ----------------- | ------------- | --------- |
| 2001 | Actriz revelación | Jump Tomorrow | Nominada  |

| Año  | Categoría               | Película                | Resultado |
| ---- | ----------------------- | ----------------------- | --------- |
| 2003 | Mejor actriz secundaria | El otro lado de la cama | Nominada  |

| Año  | Categoría                  | Película     | Resultado |
| ---- | -------------------------- | ------------ | --------- |
| 2009 | Mejor actriz de televisión | Doctor Mateo | Nominada  |

| Año  | Categoría                                     | Película/Serie                              | Resultado |
| ---- | --------------------------------------------- | ------------------------------------------- | --------- |
| 2002 | Mejor actriz                                  | El otro lado de la cama El hijo de la novia | Ganadora  |
| 2010 | Mejor intérprete femenino en ficción nacional | Doctor Mateo                                | Ganadora  |

| Año  | Categoría                         | Película                | Resultado |
| ---- | --------------------------------- | ----------------------- | --------- |
| 2003 | Mejor actriz protagonista de cine | El otro lado de la cama | Nominada  |

| Año  | Categoría    | Serie        | Resultado |
| ---- | ------------ | ------------ | --------- |
| 2011 | Mejor actriz | Doctor Mateo | Nominada  |

| Año  | Categoría    | Película            | Resultado |
| ---- | ------------ | ------------------- | --------- |
| 2002 | Mejor actriz | El hijo de la novia | Ganadora  |

| Año  | Categoría    | Serie        | Resultado |
| ---- | ------------ | ------------ | --------- |
| 2011 | Mejor actriz | Doctor Mateo | Ganadora  |

## Vida privada
En 2000 mantuvo un noviazgo de unos meses con el presentador de televisión Gonzalo Miró. En 2005 empezó una relación con el torero madrileño Miguel Abellán que se alargó cinco años. Desde 2010 hasta 2013 mantuvo una relación sentimental intermitente con su compañero de reparto Gonzalo de Castro.
En 2013 empezó a salir con el chef Jaime Renero con el que llegó a comprometerse en 2014. Pocos días antes de la boda, la pareja la canceló y en los meses posteriores se lanzaron acusaciones mutuamente sobre la razón de la ruptura.
Desde 2015 mantiene una relación sentimental con el jugador de rugby hispano-argentino Marcos Poggi, trece años menor que ella. En noviembre de 2016 la pareja anunció que esperaba su primer hijo en común. El 12 de marzo de 2017 nació su primera hija, una niña llamada Chiara.